# 위대한 선수
위대한 선수(The Great Player)는 한국에서 제작된 유승조 감독의 2009년 드라마, 코미디, 가족 영화이다. 곽도원 등이 주연으로 출연하였고 이힘찬 등이 제작에 참여하였다.

## 출연

### 주연
- 곽도원
- 김은미
- 오창경
- 전준혁
- 이상훈
- 남태우

## 제작진
- 조명: 최세규
- 조감독: 이충근
- 녹음: 정현수
- 미술: 이주영
- CG: 서인호
- 분장: 윤현정
- 분장: 홍수지